# John Braxton Hicks

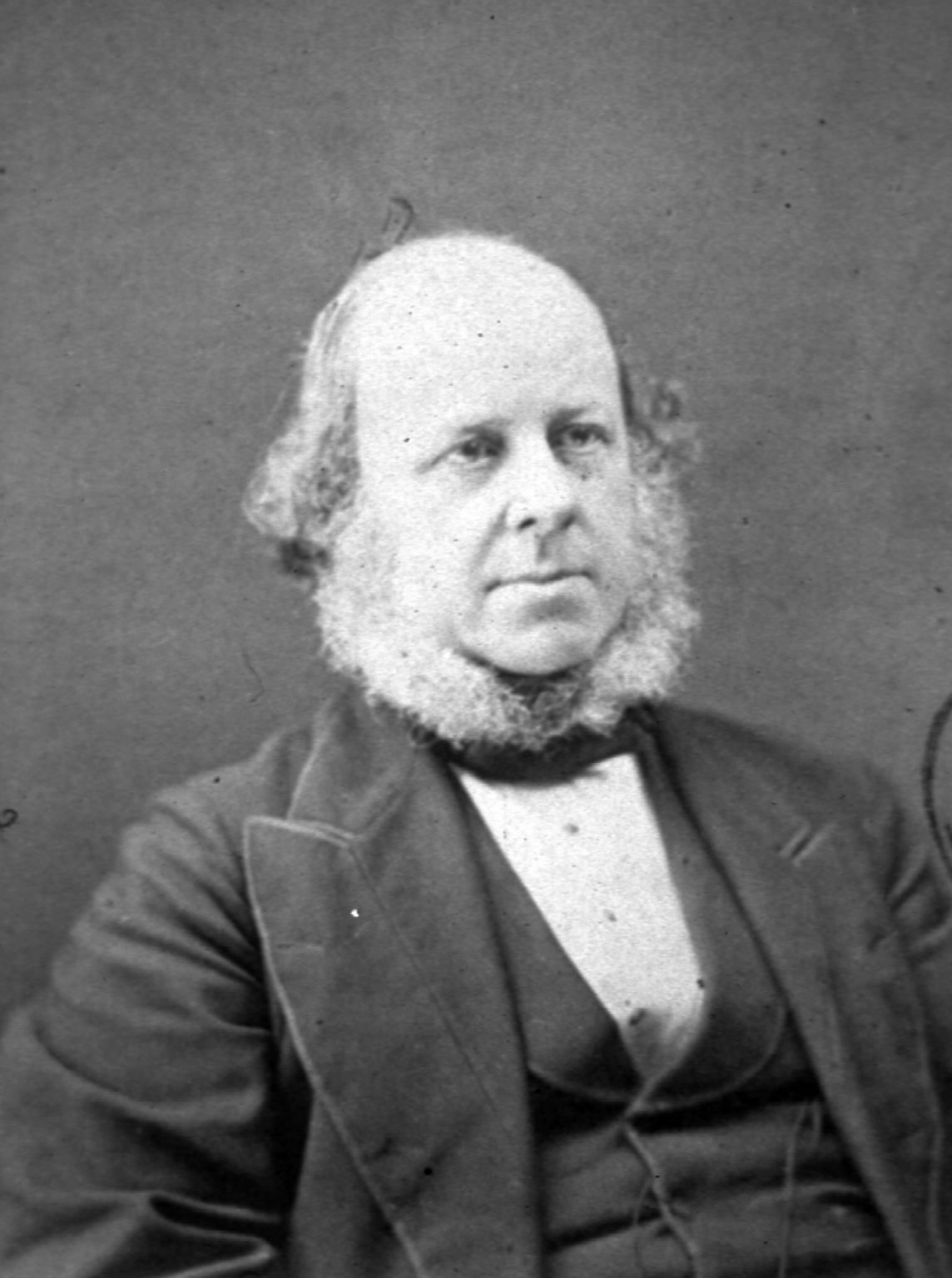
John Braxton Hicks

John Braxton Hicks (ur. 1823 w Rye, zm. 28 sierpnia 1897) – brytyjski lekarz, położnik. Uczył się medycyny w Guy's Hospital Medical School od 1841 roku.
W 1872 opisał tzw. skurcze Braxtona Hicksa.